# Ашеффель
А́шеффель (нем. Ascheffel, дат. Askfelt, н.-нем. Aschepel) — коммуна в Германии, в земле Шлезвиг-Гольштейн.
Входит в состав района Рендсбург-Экернфёрде. Подчиняется управлению Хюттен. Население составляет 964 человека (на 31 декабря 2010 года). Занимает площадь 10,39 км².